# Cylindrocystis crassa
Cylindrocystis crassa là một loài Song tinh tảo trong họ Mesotaeniaceae, thuộc chi Cylindrocystis.